# 公劉 (詩人)
公刘（1927年3月7日—2003年1月7日），原名刘仁勇，又名刘耿直，男，江西南昌人，中国当代诗人、作家。

## 生平
1948年在香港参加地下全国学联工作，以公刘、龙凤兮、扬戈等笔名在《群众》、《正报》、《华商报》、《文汇报》等报刊发表文学作品及其他文章。1949年参加中国人民解放军。1950年以新华社记者身份随军挺进云南。1955年，任解放军总政治部创作室创作员。1979年后，任安徽文学院院长。2003年1月7日，公刘因病医治无效逝世，享年七十六岁。

## 作品
曾发表多篇长诗，并参与民间长诗《阿诗玛》的收集、整理，作品被翻译成多国文字。其诗作在当代中国诗坛受到很高评价，“大脑、骨头、灵气”是对其诗歌艺术特点的概括。代表作品有《哎，大森林！》、《上海夜歌》、《致黄浦江》、《仙人掌》、《上访者及其家族》、《刑场》、《车过山海关》等。